# مجموعة البيت الأبيض العراقية
كانت مجموعة البيت الأبيض العراقية (المعروفة أيضًا باسم مجموعة معلومات البيت الأبيض أو WHIG ) مجموعة عمل تابعة للبيت الأبيض أُنشأت في أغسطس 2002 وكُلفت بنشر المعلومات الداعمة لمواقف إدارة جورج دبليو بوش فيما يتعلق بغزو محتمل للعراق، والذي سيحدث لاحقًا في مارس 2003.
شُكل فريق العمل من قبل رئيس موظفي البيت الأبيض أندرو كارد وترأسه كارل روف لتنسيق كافة عناصر السلطة التنفيذية في الفترة التي سبقت الحرب في العراق. ومع ذلك، هناك تكهنات واسعة النطاق بأن نية فريق العمل كانت "تصعيد الخطاب حول الخطر الذي يشكله العراق على الولايات المتحدة، بما في ذلك إدخال مصطلح "سحابة الفطر".

## الخط الزمني
وبعد فترة وجيزة من تشكيل حزب اليمين الأميركي، تصاعدت مزاعم إدارة بوش بشأن الخطر الذي يشكله العراق بشكل كبير:
- 23 يوليو/تموز 2002: صدرت مذكرة داونينج ستريت، والتي قالت فيها الاستخبارات البريطانية إن "كوشنر أبلغ عن محادثاته الأخيرة في واشنطن. وكان هناك تحول ملحوظ في الموقف. فقد أصبح العمل العسكري يُنظَر إليه الآن باعتباره أمراً لا مفر منه. وكان بوش يريد إزاحة صدام من خلال العمل العسكري، مبرراً ذلك بالتزامن بين الإرهاب وأسلحة الدمار الشامل. ولكن الاستخبارات والحقائق كانت تدور حول السياسة".[بحاجة لمصدر]
- أغسطس 2002: تشكيل مجموعة البيت الأبيض بشأن العراق.
- 5 سبتمبر 2002: في اجتماع لحزب الأحرار الأميركي، اقترح كاتب خطابات بوش الرئيسي مايكل جيرسون استخدام استعارة "البندقية المدخنة/سحابة الفطر" لإقناع الرأي العام الأميركي بالمخاطر النووية المزعومة التي يفرضها صدام حسين. وطبقاً لما ذكره مايكل إيزيكوف، كاتب العمود في مجلة نيوزويك، فإن "الخطة الأصلية كانت تتلخص في إدراج هذه الاستعارة في خطاب رئاسي مقبل، ولكن أعضاء حزب الأحرار الأميركي أعجبوا بها إلى الحد الذي جعل مراسلي صحيفة نيويورك تايمز يسربون عبارة جيرسون إلى البيت الأبيض عندما اتصلوا به للحديث عن مقالتهم المرتقبة [حول الأنابيب المصنوعة من الألومنيوم] — وسرعان ما استغلتها الإدارة إلى أقصى حد ممكن". (هوبرس، ص. 35)
- 6 سبتمبر 2002: في مقابلة مع صحيفة نيويورك تايمز، لم يذكر رئيس موظفي البيت الأبيض أندرو كارد مجموعة العمل اليمينية على وجه التحديد ولكنه ألمح إلى مهمتها: "من وجهة نظر تسويقية، لا يمكنك تقديم منتجات جديدة في أغسطس". في 17 سبتمبر 2002، صرح المعلق مات ميلر على NPR أن بيان كارد كان ردًا على السؤال: "... لماذا انتظرت الإدارة حتى بعد عيد العمال لمحاولة إقناع الشعب الأمريكي بالعمل العسكري ضد العراق"
- 7 سبتمبر 2002: ذكرت جوديث ميلر من صحيفة نيويورك تايمز أن مسؤولين في إدارة بوش قالوا "خلال الأشهر الأربعة عشر الماضية، سعى العراق إلى شراء آلاف الأنابيب المصنوعة من الألومنيوم المصممة خصيصاً، والتي يعتقد المسؤولون الأميركيون أنها كانت مخصصة كمكونات لأجهزة الطرد المركزي لتخصيب اليورانيوم". والواقع أن العديد من المسؤولين الحكوميين خلصوا إلى أن الأنابيب غير صالحة لتكرير اليورانيوم.[بحاجة لمصدر]
- 7-8 سبتمبر/أيلول 2002: سيطر الرئيس بوش وعدد كبير من كبار مستشاريه على الهواء مباشرة، حيث تحدثوا عن المخاطر التي يفرضها العراق.
- وفي برنامج "واجه الصحافة" على قناة إن بي سي، استشهد نائب الرئيس ديك تشيني بمقالة نيويورك تايمز، واتهم صدام بالتحرك بشكل عدواني لتطوير الأسلحة النووية خلال الأشهر الأربعة عشر الماضية لإضافتها إلى مخزونه من الأسلحة الكيميائية والبيولوجية.
- وفي مقابلة مع شبكة "سي إن إن" الإخبارية، أقرت كوندوليزا رايس بأن "بعض عدم اليقين سوف يظل قائماً" في تحديد مدى اقتراب العراق من الحصول على سلاح نووي، ولكنها قالت: "نحن لا نريد أن تتحول الأدلة القاطعة إلى سحابة دخان".
- وقال الرئيس بوش في مقابلة مع شبكة سي بي إس التلفزيونية إن مفتشي الأسلحة التابعين للأمم المتحدة خلصوا قبل منعهم من دخول العراق في عام 1998 إلى أن صدام كان على بعد ستة أشهر من تطوير سلاح نووي. كما استشهد بصور التقطتها الأقمار الصناعية ونشرتها وكالة تابعة للأمم المتحدة يوم الجمعة تظهر إنشاءات غير مبررة في مواقع عراقية زارها مفتشو الأسلحة ذات يوم للبحث عن أدلة على أن صدام كان يحاول تطوير أسلحة نووية. وقال بوش "لا أعلم ما هي الأدلة الإضافية التي نحتاج إليها".
- 14 أكتوبر/تشرين الأول 2002: قال الرئيس بوش عن صدام: "هذا رجل نعلم أنه كان على صلة بتنظيم القاعدة. وهو رجل، في تقديري، يرغب في استخدام تنظيم القاعدة كجيش متقدم".
- 21 يناير 2003: يقول بوش عن صدام "إنه يمتلك أسلحة الدمار الشامل ـ الأسلحة الأكثر فتكاً في العالم ـ والتي تشكل تهديداً مباشراً للولايات المتحدة ومواطنينا وأصدقائنا وحلفائنا".
- 5 فبراير/شباط 2003: كولن باول يلقي كلمة أمام الأمم المتحدة، مؤكداً أنه "لم يكن هناك شك في ذهني" في أن صدام كان يعمل على الحصول على مكونات رئيسية لإنتاج الأسلحة النووية.
- 19 مارس 2003: الولايات المتحدة تغزو العراق.

## أعضاء
وتضم مجموعة البيت الأبيض للعراق الأعضاء التاليين:
- كارل روف
- كارين هيوز
- ماري ماتالين
- أندرو كارد
- دان بارتليت
- جيم ويلكنسون[الإنجليزية]
- كونداليزا رايس
- ستيفن هادلي
- أ. لويس (سكوتر) ليبي
- مايكل جيرسون
- مجموعة ريندون[الإنجليزية]
- أري فلايشر

## الرد على قضية تزوير الكعكة الصفراء
رداً على قضية تزوير الكعكة الصفراء، وضعت مجموعة البيت الأبيض في العراق استراتيجية لمحاربة المنتقدين:
"هناك استراتيجية الآن، وضعها مدير الاتصالات في البيت الأبيض دان بارتليت، وماري ماتالين، المساعدة السابقة لنائب الرئيس ديك تشيني، وكارين هيوز، المساعدة السابقة لبوش. ويقدم كلاهما المشورة للبيت الأبيض باعتبارهما مستشارين للجنة الوطنية الجمهورية.
الخطة: إصدار جميع المعلومات ذات الصلة. حاول تحويل الانتباه مرة أخرى إلى قيادة بوش في الحرب ضد الإرهاب. إن التقليل من أهمية تلك القطعة الوحيدة من المعلومات الاستخباراتية المشكوك فيها من خلال إثبات أن صدام كان يشكل تهديداً لأسباب أخرى كثيرة أمر ممكن. وضع المشرعين الجمهوريين وحلفاء بوش الآخرين على شاشة التلفزيون للدفاع عنه.
الأهم: التشكيك في دوافع الديمقراطيين الذين دعموا الحرب ولكنهم الآن ينتقدون الرئيس."
ومن خلال دراستنا للمعلومات الاستخباراتية وغيرها من المواد المتعلقة بمحاولات العراق لشراء اليورانيوم من أفريقيا، توصلنا إلى الاستنتاج التالي:
1. من المتفق عليه بين كافة الأطراف أن مسؤولين عراقيين قاموا بزيارة النيجر في عام 1999.
2. حصلت الحكومة البريطانية على معلومات استخباراتية من عدة مصادر مختلفة تشير إلى أن هذه الزيارة كانت بغرض الحصول على اليورانيوم. وبما أن اليورانيوم يشكل ما يقرب من ثلاثة أرباع صادرات النيجر، فإن المعلومات الاستخباراتية كانت ذات مصداقية.
3. لم تكن الأدلة قاطعة على أن العراق اشترى اليورانيوم بالفعل، وليس سعيه إلى الحصول عليه، ولم تزعم الحكومة البريطانية ذلك.
4. لم تكن الوثائق المزورة متاحة للحكومة البريطانية في وقت إجراء تقييمها، وبالتالي فإن حقيقة التزوير لا تقوضها.

## فضيحة تسريبات وكالة المخابرات المركزية
استدعيت السجلات والملاحظات المتعلقة بأنشطة مجموعة البيت الأبيض في العراق من قبل المستشار الخاص باتريك فيتزجيرالد كجزء من التحقيق في تسريب هوية العميلة في وكالة المخابرات المركزية فاليري بليم.[بحاجة لمصدر]

## روابط خارجية
- الملف الشخصي: مجموعة البيت الأبيض في العراق، SourceWatch.
- الملف الشخصي: مجموعة البيت الأبيض العراقية، مركز البحوث التعاونية.
- مجموعة البيت الأبيض العراقية، ديلي كوز.
- لم يكن هناك ادعاء واحد صحيحًا، بقلم جوزيف سيرينسيوني
- الخداع: الوثائق التي تكشف كيف باعنا بوش حربًا، برادوس، جون (المحرر)، (2004)،(ردمك 1-56584-902-7)
- أعمى أم أعمى؟ بقلم جون برادوس، نشرة العلماء الذريين، يوليو/أغسطس 2004
- استدعاء تسجيلات طائرة الرئاسة الأميركية في إطار تحقيقات وكالة الاستخبارات المركزية الأميركية بشأن تسريبات
- القيمة المقترحة
- قال أرميتاج إن جو ويلسون أخبر الجميع بشأن بليم
- العراق - بطاقة الحرب - مركز النزاهة العامة - 11/9 - سبتمبر 2003
- بوش يعرب عن أسفه لـ"الخطاب" الذي أدى إلى حرب العراق إذاعة صوت أميركا 11 يونيو 2008